# Alte Synagoge (Stuttgart)

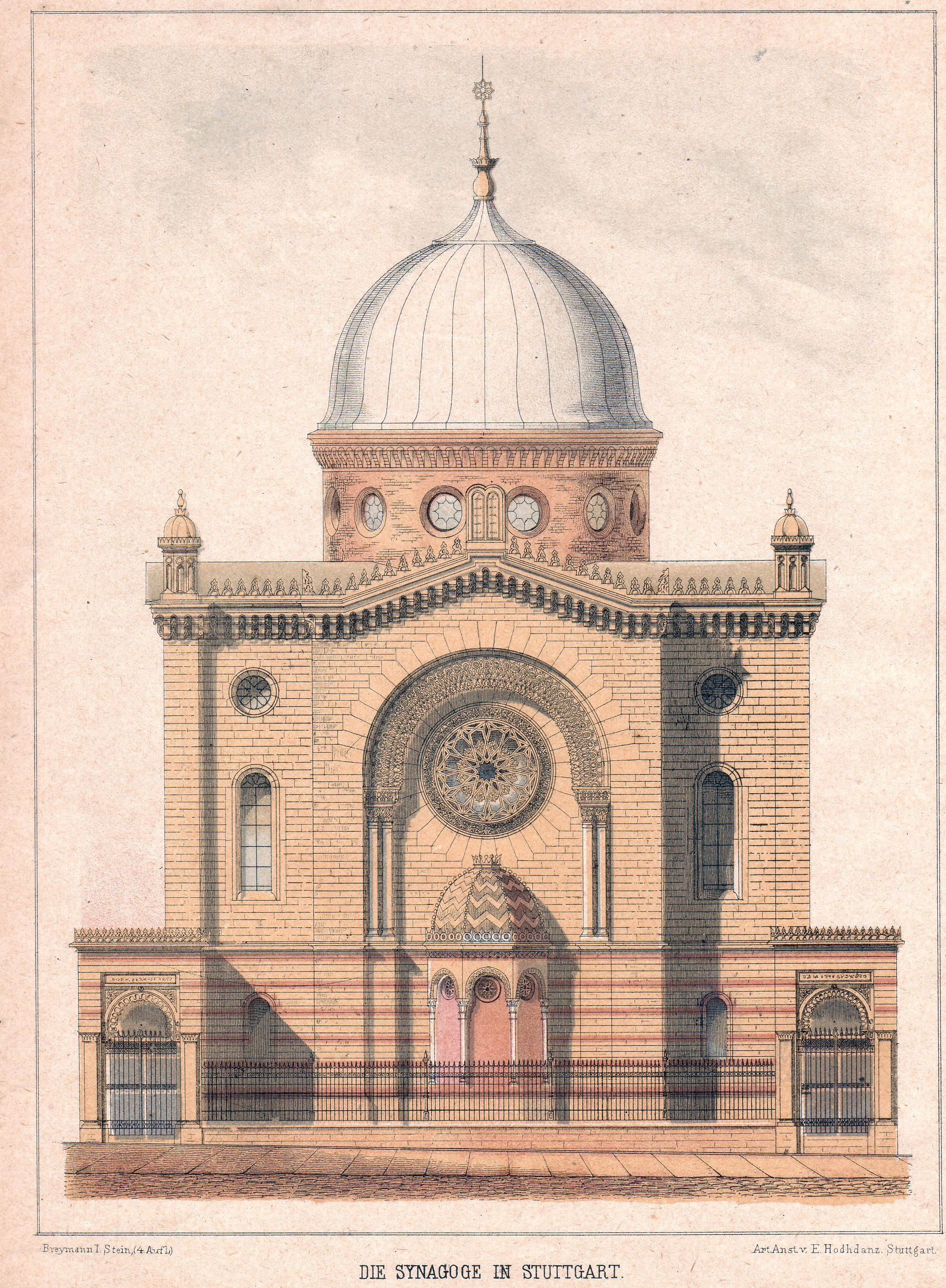
Alte Synagoge Stuttgart, Entwurf von Gustav Adolf Breymann

Die Alte Synagoge in Stuttgart wurde nach Plänen von Gustav Adolf Breymann durch den Bauunternehmer Georg Schöttle erbaut. Das Bauwerk befand sich in Stuttgart-Mitte, im Hospitalviertel und dort in der Hospitalstraße 36. Am 26. Mai 1859 erfolgte die Grundsteinlegung. Nachdem Breymann 1859 verstorben war, führte sein Schüler Adolf Wolff den Synagogenbau fort. Die Einweihung erfolgte am 3. Mai 1861.

## Beschreibung
Der Bau wurde im Stil des Historismus mit neoislamischen Elementen gestaltet. Die Ostfassade an der Hospitalstraße war von maurischen Zinnen gekrönt. Im Mittelteil der Ostfassade war eine Apsis, in der sich der Toraschrein befand. Über der Apsis erhob sich ein Rundbogen, der mit maurischen Pflanzenornamenten verziert war. Die Innenarchitektur war nach dem Vorbild der Alhambra im maurischen Granada gestaltet worden.

Nach dem Novemberpogrom 1938 wurde die ausgebrannte Synagoge abgerissen. Quaderblöcke der zerstörten Synagoge sind in Garten- und Weinbergmauern in der Stuttgarter Region verbaut und erhalten worden, worauf die Stadtarchivarin Maria Zelzer in ihrer 1964 bei Klett erschienenen Chronik Weg und Schicksal der Stuttgarter Juden hinwies. Der Architekt Ernst Guggenheimer wurde dazu verpflichtet, am Zwangsabriss der Synagoge mitzuarbeiten. Er entwarf in der Nachkriegszeit den Neubau der 1951/52 errichteten Synagoge und Gemeindezentrum Hospitalstraße an gleicher Stelle.

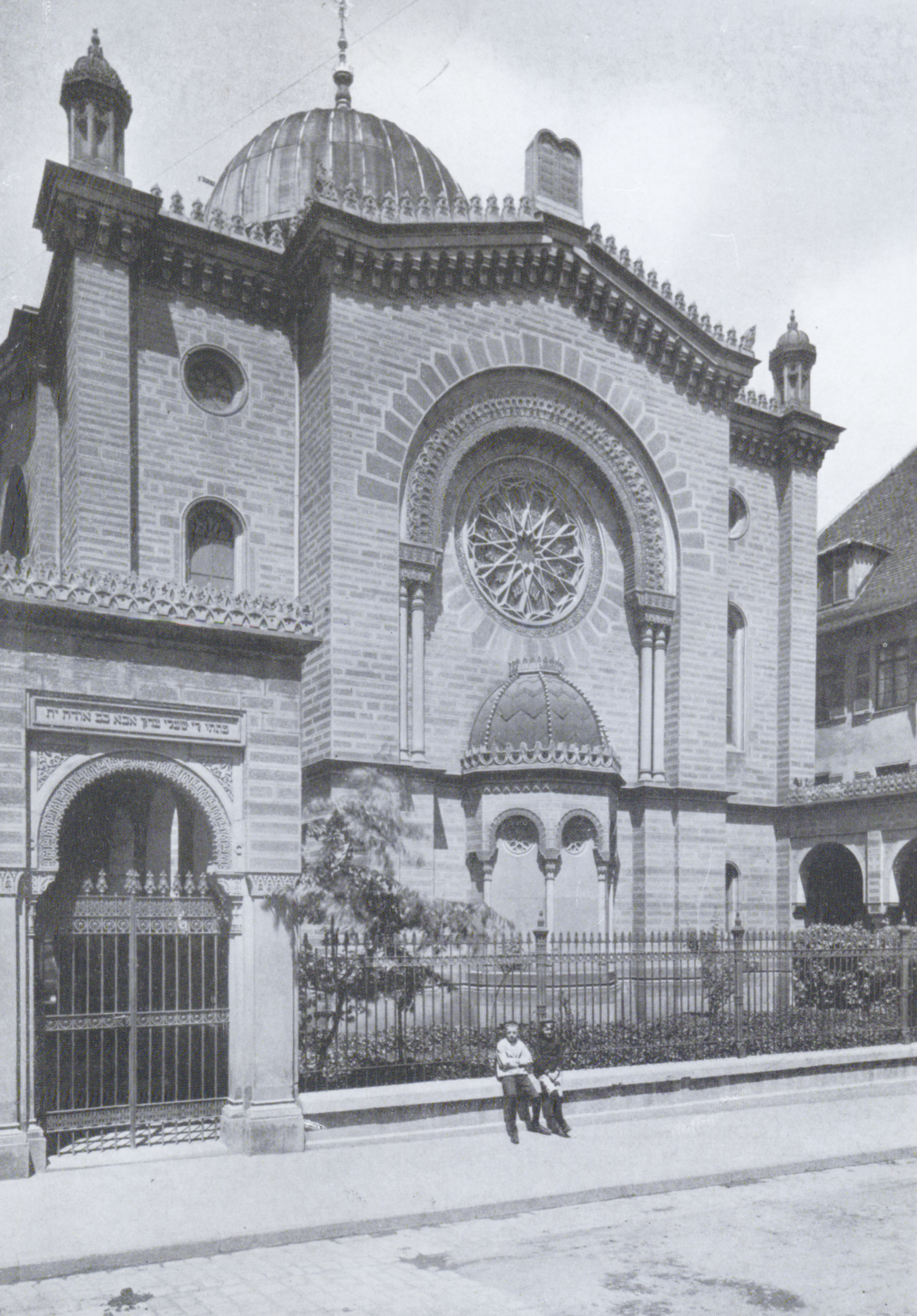
Außenansicht der Alten Synagoge Stuttgart, um 1911

## Literatur

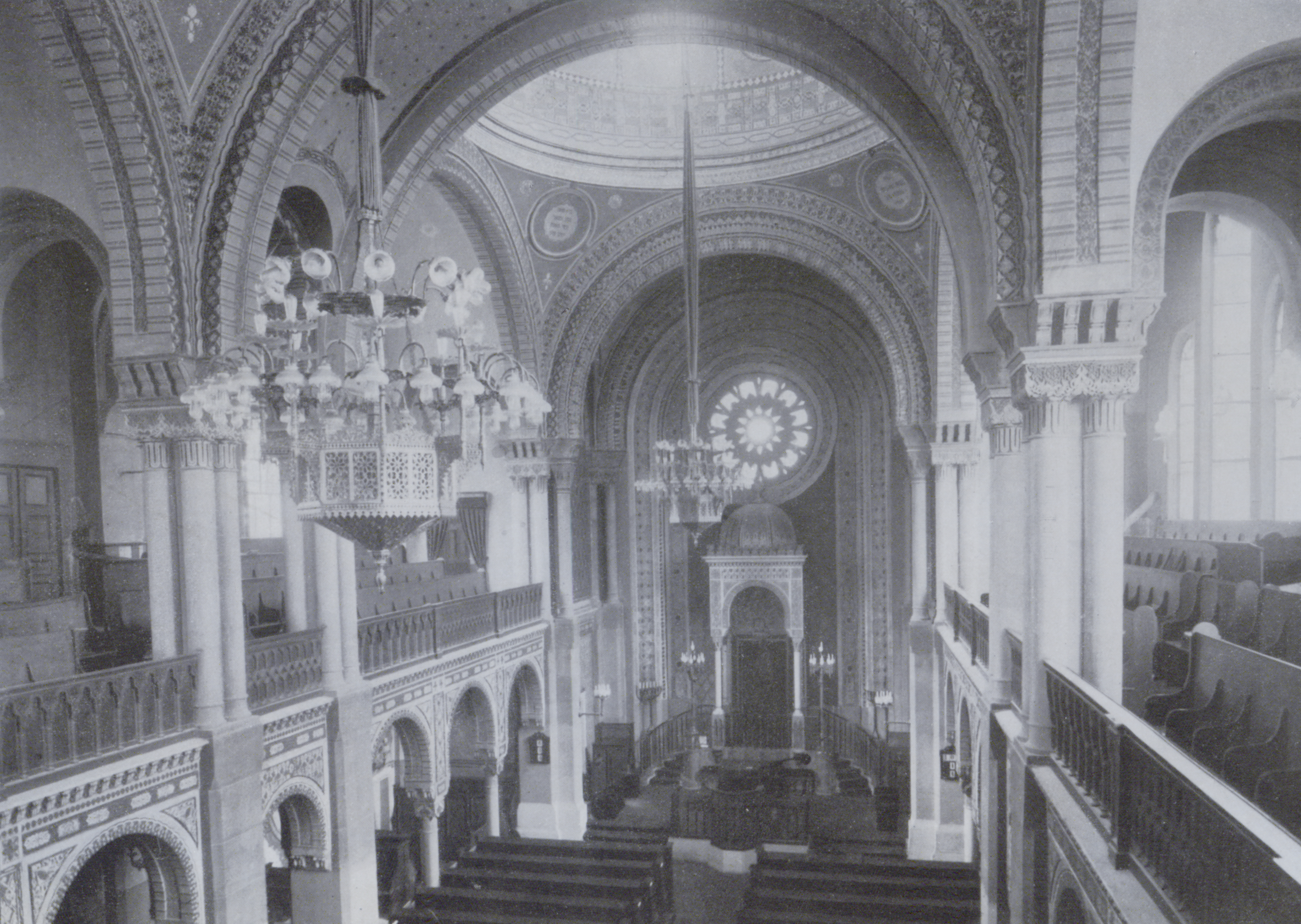
Innenansicht der Alten Synagoge Stuttgart, um 1911